# Palazzo Comunale (Gavorrano)
Il Palazzo Comunale è un edificio storico situato a Gavorrano, in provincia di Grosseto, nella centrale piazza Bruno Buozzi.

## Storia
Nel 1676 si ha la prima notizia del palazzo, citato come palazzo di giustizia con annesso carcere e cisterna. L'edificio viene definito come municipio nel catasto lorenese del 1822 e da allora ha sempre svolto questa funzione. Il Palazzo Comunale ha ricevuto un importante restauro nel 1984.

## Descrizione
La moderna facciata è frutto di una ristrutturazione di fine ottocento che richiama i lineamenti classicisti.